# ملعب تشونبوري
ملعب تشونبورى (بالإنجليزية: Chonburi_Municipality_Stadium)‏ هو ملعب كرة قدم متعدد الأغراض يقع في محافظة تشونبوري، تايلاند، يتسع لـ 8,500 متفرج. وهو الملعب الرئيسي لنادي تشونبوري لكرة القدم.  افتتح الملعب في 2010.